# أغستا إيه 129 مانغوستا
أغستا إيه 129 مانغوستا (بالإنجليزية: Agusta A129 Mangusta)‏ هي مروحية هجومية أنتجت في إيطاليا. كان أول طيران لها في 11 سبتمبر 1983.صممتها وأنتجتها أغستا في إيطاليا. كانت أول مروحية هجومية تصمم وتنتج بالكامل في أوروبا الغربية. تاي / أغستاوستلاند تي 129 طراز اتاك هي نسخة محسنة من إيه 129 وتطويرها حالياً من مسؤولية الصناعات الجوية التركية (تاي) مع أغستاوستلاند كشريك أساسي.

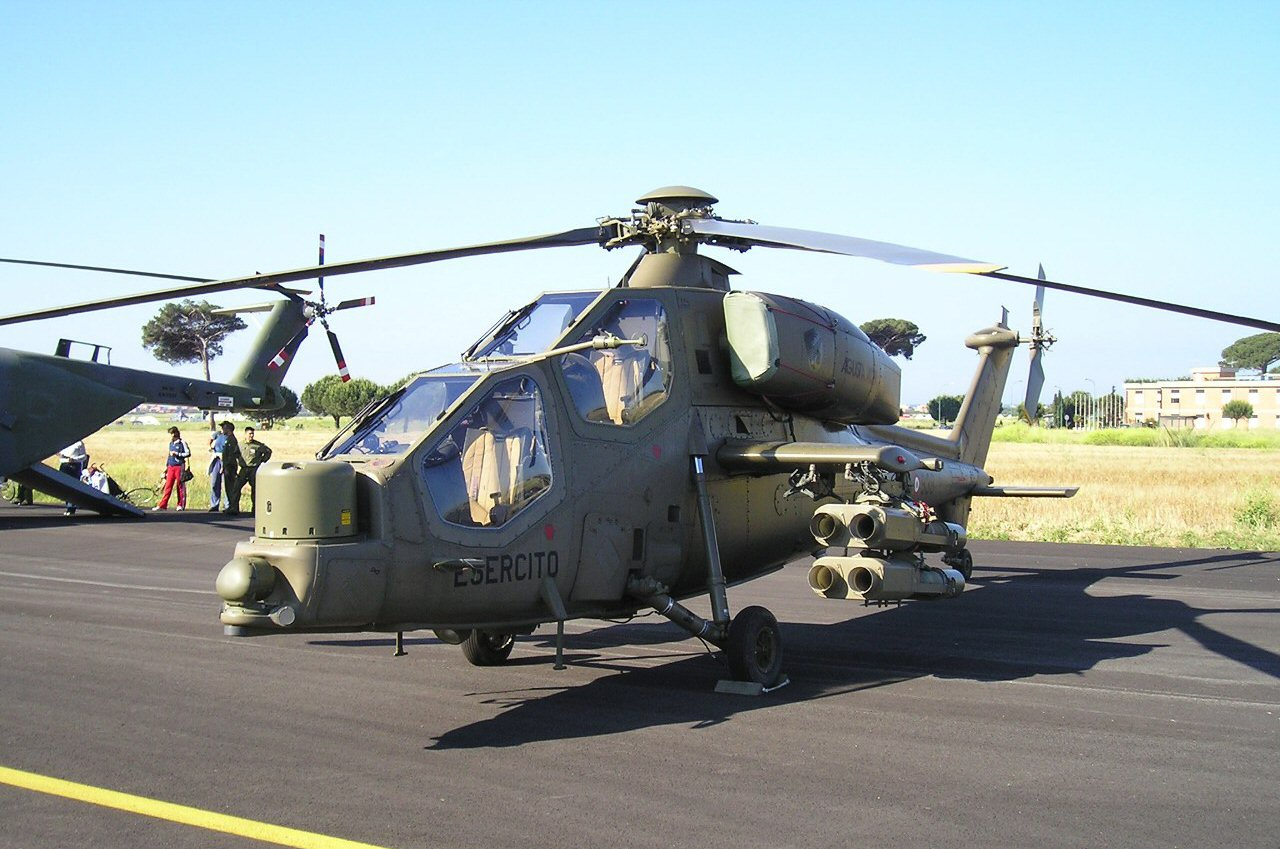
مروحية النمس